# 社会党右派
社会党右派（しゃかいとううは）は、旧日本社会党の中道左派グループ。一般にソ連・中国型の社会主義や革命を志向せず、西欧型の社会民主主義を模範とした勢力を指す。

## 定義
時代によって定義は異なり、結党から1960年代までは社会民衆党・日本労農党の系譜に連なる政治家・活動家を指した。構造改革論争以後は、構造改革論を支持する江田三郎派・和田博雄派・河上丈太郎派に連なる政治家・活動家を指すようになった。村山政権誕生以後は、便宜的に久保亘をはじめとする反村山グループを指す。村山政権時代を除き、右派と左派の分水嶺は、戦後民主主義を是認して議会主義での社会変革をめざすか、戦後民主主義を克服して絶対的な社会変革をめざすのか、という日本社会党が抱える分裂したアイデンティティの、どの立ち位置に属するかという対立である。

## 戦前
戦後に日本社会党へ合流する無産政党の源流として、戦前に都市部の労働運動に基盤をおき英国労働党を範としようとした社会民衆党（右派）、農民運動や貧困救済運動の活動家の日本労農党（中間派）、マルクス主義者の労農党（左派）があり、単一無産政党を模索する中で、社会大衆党が結党された。1940年、日本労農党出身者を中心に近衛の新体制運動・大政翼賛会への合流を推進し、社会大衆党は解党する。

## 結党から左右分裂まで
1945年9月、日本社会党は、翼賛体制に距離をおいた社会民衆党系が中心となって、日本労農党系、労農党系まで結集する新政党として誕生するが、その後の公職追放によって、日本労農党系の政治家のほとんどが政界から追放された。1947年の総選挙で日本社会党が第一党になり、片山政権が誕生する。片山哲首相、西尾末広官房長官など、社会民衆党（西尾派）系中心に党務も政権も運営される。片山・芦田政権時代の社会党の中心人物であった西尾末広と平野力三が公職追放をめぐって対立したり、西尾献金事件や昭和電工疑獄事件（後にともに西尾の無罪が確定）などによるダーティーなイメージがもたれるようになり、党内外で急速に支持を失っていった。
また、日本共産党の指導が強かった終戦直後の労働組合の多くが、民主化運動（民同）によって現実化し、労働組合が社会党左派の強力な援軍となったことから、党内基盤も左派が強くなっていく。
この時期の主な政治家は以下のとおり。
- 片山哲 - 初代委員長。キリスト教社会主義の立場をとった。首相経験者でもある。再軍備反対で憲法擁護を訴えた。
- 西尾末広 - 片山哲時代の書記長。1942年（昭和17年）の翼賛選挙では、「お国のためには血を流せ」と訴えたが、非推薦を貫き、翼賛政治に反対し続けた。1960年、日米安全保障条約に賛成し、民主社会党（民社党の前身）を結成、初代委員長を務めた。
- 松岡駒吉 - 日本労働総同盟・全日本労働総同盟会長を歴任。戦後、政界に転じて衆議院議長を務めた。
- 水谷長三郎
- 森戸辰男
- 平野力三 - 戦前は農民運動で活躍し、一時期は在郷軍人会と協力するなど独自の活動で知られた。戦後片山内閣で農林大臣を務めるが、公職追放の取り扱いをめぐって農相を罷免される。この影響で平野系が社会党を脱党し、社会革新党を結成した。
- 鈴木善幸 - 社革党から民主自由党に転じ、後に自民党総裁・首相となった。
- 山口シヅエ - 売春防止法制定に尽力。1967年、自民党に移籍した。
- 加藤シヅエ - 加藤勘十の妻。優生保護法制定に尽力。その後離党し保守派に転向、新生党、新進党支持者となる。女性のための政治スクール名誉会長も務めた。

## 右派社会党

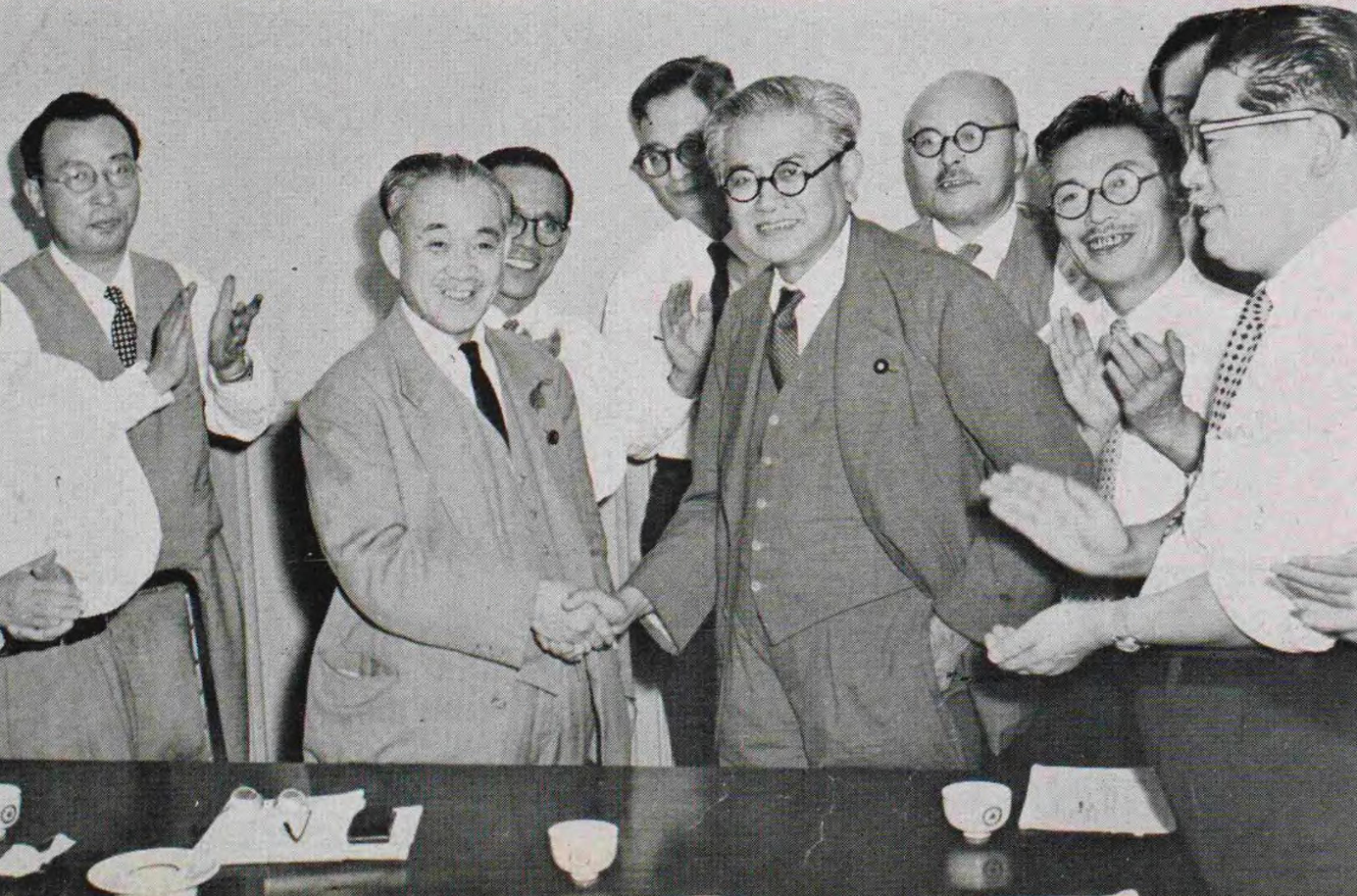
1950年10月1日、左派社会党と右派社会党は初の両派拡大委員会を開いた。握手する鈴木茂三郎と河上丈太郎。

片山・芦田政権の瓦解とその評価をめぐり、社会党が数度の分裂を繰り返す中、1951年（昭和26年）、サンフランシスコ講和条約および（旧）日米安全保障条約の賛否をめぐり、社会党は分裂した。講和条約賛成・安保条約反対派は、便宜的に「右派社会党」と呼ばれた（略して“右社”）。左右両派ともに、「日本社会党」と名乗ったためである。当初、委員長は空席とされ、書記長に浅沼稲次郎が就任した。後に、公職追放を解除された河上丈太郎が委員長に就任した。この混乱期に、軍国主義と決別しつつ再軍備も選択肢にあった日本社会党の安全保障政策が、反軍備を中心に位置づけられていく。
公職追放の終了にともない、1952年総選挙から日本労農党系（河上派）が政界復帰し、右派社会党に合流するが、党組織の整備も不十分で、知名度の高い各地の政治家が個人後援会的に選挙活動を展開する状況だった。一方の左派は、日本共産党の指導から脱した労働運動を基盤に組織的選挙を展開した。そのため、「顔の右社」などと呼ばれた。
分裂直後の右派社会党は29議席であったが、1952年（昭和27年）の総選挙で57議席に増え、1953年（昭和28年）の総選挙ではさらに66議席に増え、1955年（昭和30年）の総選挙では67議席となった。1955年（昭和30年）10月13日、河上派と鈴木派の執念で左右社会党は再統一した（社会党再統一）。右社委員長の河上は社会党顧問となり、浅沼は統一した社会党の書記長となった。
この時期の主な政治家は、左右分裂までの西尾派に加え、以下のとおり。
- 河上丈太郎 - キリスト教社会主義の立場で神戸で救貧活動をスタート。日本労農党の中心的な存在で、自らの戦争責任を認めた上で、平和運動に邁進した。
- 浅沼稲次郎 - 早稲田大学新人会の学生運動からスタート。日本労農党では、最も新体制運動を推進した麻生久を尊敬しており、その贖罪意識が、戦後の政治行動に影響を与える。組織を重んじ、人脈の維持形成に尽力してきたことが戦後の社会党の再建に功を奏する。
- 三輪寿壮
- 河野密
- 春日一幸 - 後に第3代民社党委員長となる。
- 浅沼美智雄 - 稲次郎の遠縁。右翼に転向し、後に大日本愛国党参与などを務めた。

## 構造改革論争以後
1959年（昭和34年）、社会党で西尾除名問題が立ち上がり、社会党右派のうち西尾派と河上派の半分が民主社会党を結成し、社会党からの離党に追い込まれる。旧来の右派は、河上派の残存グループとなる。
その後、欧州で最も現実主義的な共産党のイタリア共産党は、革命は永続的な改革であるとして、議会主義を受け入れる構造改革理論の研究が国内で始まり、日本共産党や日本社会党の専従者などに影響を与える。日本共産党では構造改革論が封じられ、従来からの半封建的な日本社会の民主化過程として、地域の世話焼き活動などに消化される。
一方で、社会党左派の理論は一段階革命であったため、革命理論と、戦後体制を是認する議会主義や民主主義との矛盾を整理する理論が必要とされたことから、日々の改革を革命と位置づけ議会主義を正当化する構造改革論が受け入れられた。
1960年の浅沼刺殺事件の直後、構造改革理論は党の理論として採択された。その後、最大派閥で江田が所属していた社会主義研究会（佐々木派）が構造改革理論に反対の立場となり、江田は佐々木派と袂を分かつ。ここから構造改革理論を推進する江田派・和田派・河上派が右派と呼ばれるようになった。
1969年（昭和44年）の総選挙で社会党が大敗すると、江田は公明党や民社党と共闘することにより議会を通じて非自民政権を目指すようになるが、一方、和田派の後継派閥勝間田清一派の多数派は左派寄りになっていった。一時、江田派・公明党・民社党による新党結成の動きもあったが、党内の左傾化、とりわけ最左派の社会主義協会派の伸長により、江田が決断出来ず頓挫した。
1977年（昭和52年）の社会党大会で、社会主義協会派により江田除名が議題になり、江田が離党する。その直後、江田は急死する。それまで執拗に江田を攻撃してきた社会主義協会に対する不満が党内外から噴出し、社会主義協会規制をめぐって党内論争が繰り広げられる。
この頃になると、最大派閥の佐々木派の軌道修正が図られ、社会主義協会の包囲網に加わる。右派の隊列が強化され、以後、かつて江田が主張した社公民連合による政権獲得が目指されるようになった。
イデオロギーと理想の実現よりも現実の政権獲得を第一の目標とする傾向があり、自衛隊の存在を事実上容認した。しかし、江田三郎ら一部を除いて、自民党政権に代わる新たな政権（社公民政権）の青写真を示すだけの力量を持った政治家が登場しなかったことは、組織の発展にとって少なからぬネックとなった（これは左派にもいえる）。外交・安全保障問題で前述のようなスタンスを取るようになったことから、社会党右派を「保守でも革新でもない中途半端なイメージ」と評する声もあった。
この時期の主な政治家は以下のとおり。
- 江田三郎 - 戦前は地方議員で、社会大衆党にあっては反戦姿勢が強かった。社共共闘に反対し、社公民路線を主張したことから、側近の大柴滋夫らと共に離党を余儀なくされ、日本婦人有権者同盟のシンボル、市川房枝を担いだ市民運動のホープ菅直人と共に社会市民連合を結成した。しかし、立候補を予定した参院選を目前に急死した。息子の江田五月が裁判官を退官し、代わって出馬し当選する。翌年、社会党右派で江田側近だった阿部昭吾、やはり右派の新しい流れの会から、田英夫、楢崎弥之助、秦豊らが離党してこれに合流、社会民主連合となった。
- 加藤清政 - 自治労および都議出身。飛鳥田一雄と対立し離党する。後に自民党に入り、千代田区長となった。
- 田邊誠 - 江田三郎離党後の右派の中心人物。河上丈太郎委員長以来、26年ぶりに右派出身の委員長となる。金丸信と親交を持ち、自民党と協調する一方で、中道政党との連携も推し進めた。しかし、PKO法案採決の際には左派の強硬姿勢を抑えられなかった。
- 畑和 - 元埼玉県知事。1992年（平成4年）の県知事選挙で続投を辞退し、自由民主党所属の土屋義彦・参議院議長に事実上の禅譲を果たした。「地方自治に保守も革新もない」という「新・現実主義」なる比較的現実的な県政運営を行い、県民からの強い支持を背景に5期20年の長期在任となった。
- 横路孝弘 - 元北海道知事。動燃建設に反対してくれることを期待されて、多数の勝手連の支援の下に当選を果たしたが、現実対応と称して動燃建設に賛成した。民主党には率先して参加し、小沢一郎と自衛隊海外派遣で合意した。
- 田英夫 - 元ニュースキャスターで「新しい流れの会」出身。MPD・平和と民主運動呼びかけ人。社民連の代表となった。細川内閣以後は國弘正雄らとともに新党護憲リベラルを結党。平和・市民を経て社会民主党へ合流した。
- 上田哲 - NHK労組出身で中間右派「火曜会」所属。社会主義協会と対立する一方、護憲派として活動。田邊や土井たか子の対抗馬として社会党委員長選挙に出馬した。1993年（平成5年）の落選後は離党し、護憲新党あかつき、スポーツ平和党、社会党 (2000年)、老人党東京などで活動し、各種選挙に多数出馬した。
- 安恒良一 - 日本私鉄労働組合総連合会（私鉄総連）書記長、原水爆禁止日本国民会議（原水禁）常任執行委員、日本労働組合総評議会（総評）副議長などを歴任するが、東京佐川急便事件により失脚した。
- 上田卓三 - ソ連派の日本共産党（日本のこえ）出身。部落解放同盟活動家、KGBスパイとして暗躍した。また、リクルート事件に関与した。後に経営者団体のティグレを設立する。
- 千葉佳男 - 1967年に初当選し1期務めるが、その後落選し離党した。右翼団体「大行社政治連盟」に移籍した。

## 村山政権以後
村山政権が誕生したころには、ソ連が崩壊して、ソ連型社会主義を賛美していたかつての左派の政治家たちも穏健な社会民主主義の考え方を取り入れていたため、党内においては特にイデオロギー的な対立はなかった。マスコミでは便宜的に、小沢一郎と協力してでも自民党を倒すことを優先し、民主・リベラル新党の結成も辞さない覚悟の政治家たちを右派と呼んだ。
民主党結成後、多くは民主党に移っていった。2018年現在、旧社会党右派の系譜を継ぐ議員の多くは立憲民主党に所属しているが、国民民主党など他政党に所属している議員も存在する。
この時期の主な政治家は以下のとおり。
- 久保亘 - 村山富市時代の書記長。内心では自社さ連立政権に反対しながらも、書記長として村山を支える。民主・リベラル新党の結成を模索し、民主改革連合に入った。
- 山花貞夫 - 父親の代から左派だったが、委員長就任後は自民党反主流派と組んでの政権交代を実現させ、次第に右派の代表者とみなされるようになる。党内反村山グループの代表格として、反村山グループの国会議員の離党届を提出するが、阪神・淡路大震災のために集団離党戦術が宙に浮き、責任をとって1人で離党した。
- 小林正 - 日本教職員組合（日教組）出身。保守派に転向し、離党後は新生党・新進党・自由党で活動した。後に新しい歴史教科書をつくる会会長、教科書改善の会賛同者などを歴任する。
- 谷畑孝 - 上田卓三秘書出身、元部落解放同盟大阪府連副委員長。後に自民党に転じ、清和政策研究会所属。その後日本維新の会、維新の党、おおさか維新の会を経て、現在は日本維新の会所属。
- 井上一成 - 摂津市長から衆議院議員に転じ、社会党副委員長、郵政大臣を務める。その後民主党、自由党、保守党を経て、自民党に入った。弟の井上信也はサラリーマン新党で活動した。